# Natthaweeranuch Thongmee
Natthaweeranuch Thongmee (Bangkok, 28 de octubre de 1979) es una actriz, modelo y presentadora tailandesa, reconocida principalmente por interpretar uno de los papeles protagónicos en la película Shutter de 2004.

## Biografía
Thongmee inició su carrera en el cine participando en la película de 2003 Koo tae Patihan. Un año después lograría repercusión en su país y a nivel internacional con su interpretación como Jane en el filme de terror Shutter, dirigida por Banjong Pisanthanakun. A partir de entonces, ha registrado participaciones en películas como Noodle Boxer (2006) y I Miss You (2012), y en la serie de televisión Montra Lai Hong (2018).

## Filmografía

### Cine
- 2003 Koo tae Patihan
- 2004 Shutter
- 2006 Noodle Boxer
- 2012 I Miss U

### Televisión
- 2018 Mon Tra Lai Hong